# Happonvilliers
Happonvilliers – miejscowość i gmina we Francji, w Regionie Centralnym, w departamencie Eure-et-Loir.
Według danych na rok 1990 gminę zamieszkiwało 235 osób, a gęstość zaludnienia wynosiła 12 osób/km² (wśród 1842 gmin Regionu Centralnego Happonvilliers plasuje się na 905. miejscu pod względem liczby ludności, natomiast pod względem powierzchni na miejscu 675.).